# Orologio

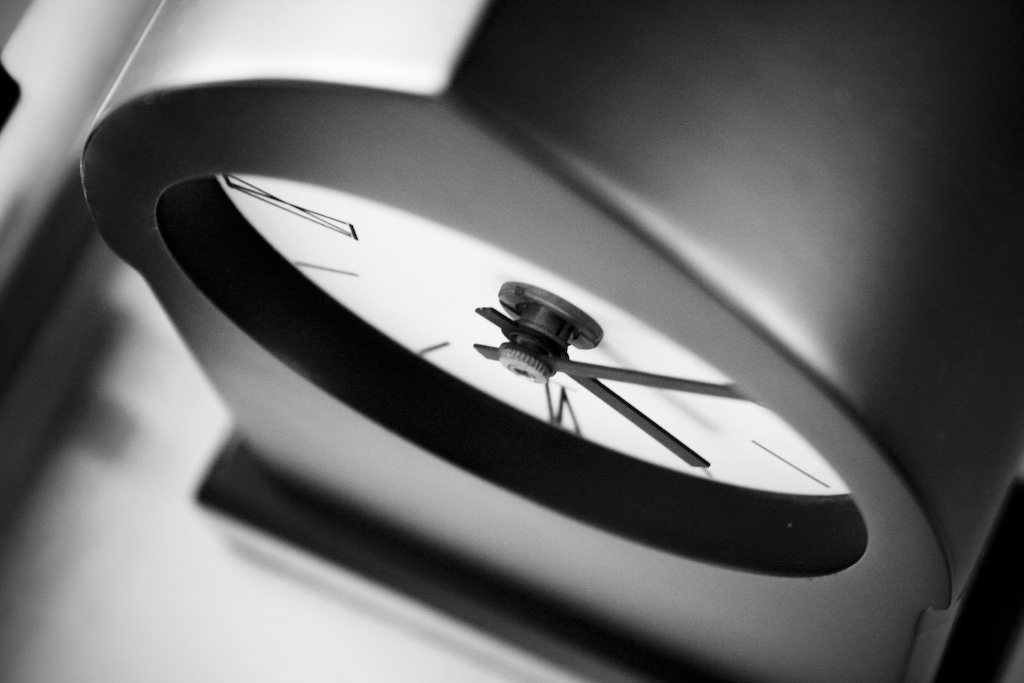
Orologio

L'orologio (dal lat. horologium, dal gr. ὡρολόγιον, comp. di ὥρα «ora» e tema di λέγω «dire», propr. «che dice, che annuncia l’ora») è uno strumento di indicazione dell'ora e, in senso più generale, di misurazione del trascorrere del tempo. È costituito essenzialmente da un motore, da un sistema di trasmissione e di controllo dell'energia nonché da un vero e proprio indicatore del tempo, il quadrante.
Dagli orologi a pendolo ai modelli a energia solare, in molte epoche l'orologio ha travalicato il significato per il quale è stato ideato – quello di registrare appunto il passare del tempo – divenendo uno status symbol, decodificatore degli usi e costumi di popoli diversi e di differenti generazioni.

## Storia

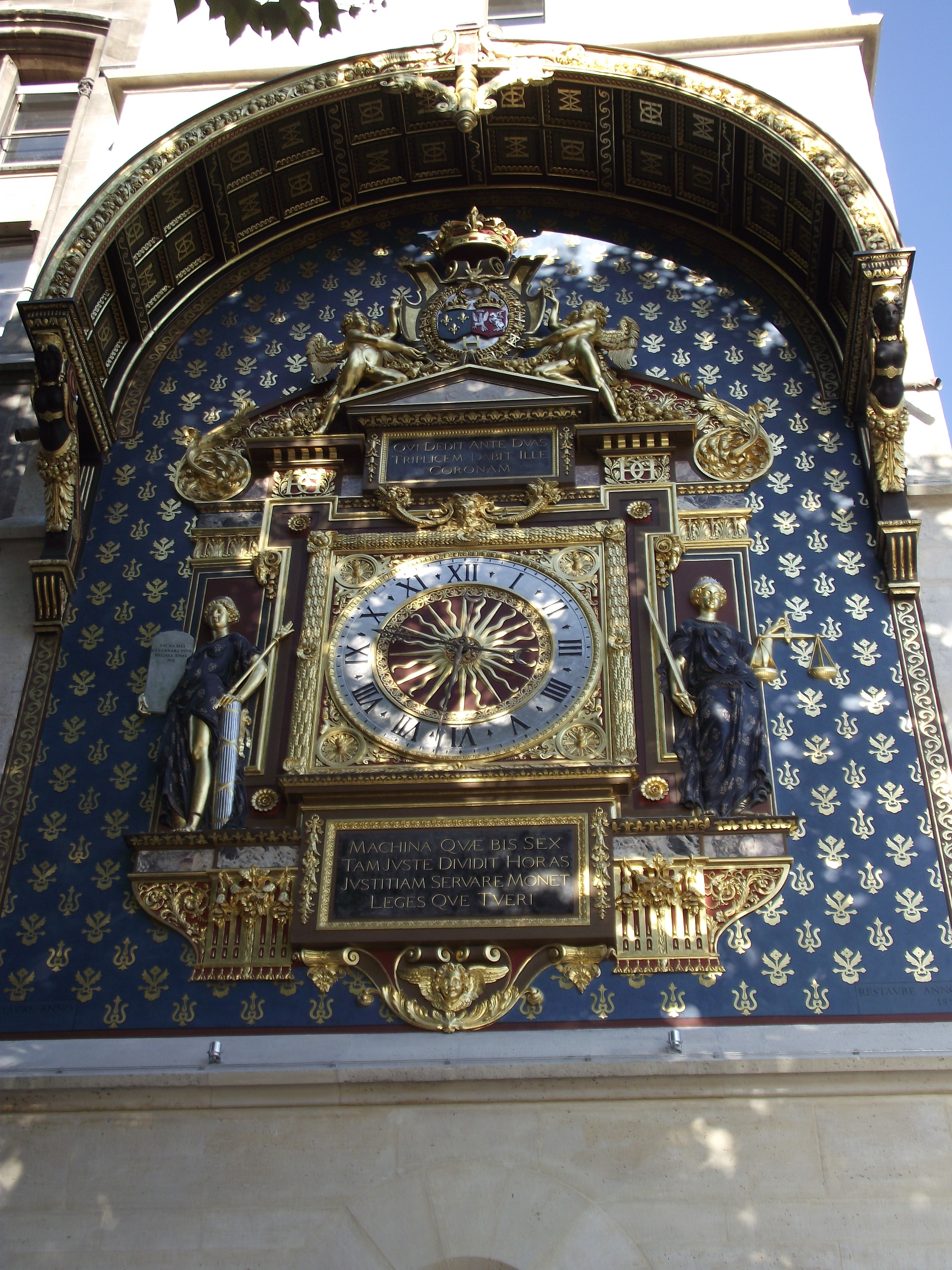
L'orologio della Conciergerie di Parigi, del 1374 col quadrante del 1585

L'esigenza di misurare il trascorrere del tempo era sentita fin dall'antichità.
Il più semplice strumento realizzabile è stato la meridiana, costituita al minimo da un palo infisso nel terreno, il cui uso è documentato in Cina a partire dal III millennio a.C. Il complesso di Stonehenge è ritenuto un dispositivo astronomico per la determinazione del momento degli equinozi.
Fino a che la misurazione del tempo avveniva con le meridiane, la suddivisione del tempo prevalente era quella in cui l'ora era la dodicesima parte del ciclo diurno, dall'alba al tramonto. Era perciò più lunga d'estate e più corta d'inverno.
Lo svantaggio principale della meridiana è quello di non funzionare di notte o nelle giornate nuvolose. Per questo motivo furono sviluppati orologi alternativi, basati sul progredire regolare di eventi. La clessidra ad acqua per esempio è un semplice dispositivo basato sulla regolare fuoriuscita di acqua da un contenitore forato.
L'uso di clessidre ad acqua da parte degli Egizi è documentato nel XV secolo a.C. In Grecia furono usate per scandire la durata di gare, giochi, turni di guardia e anche per controllare la durata delle deposizioni in tribunale. Nel III secolo a.C. in Grecia la clessidra ad acqua si perfezionò in modelli più moderni nei quali l'acqua fluiva tra due contenitori collegati. Furono anche creati orologi ad acqua dotati di un sistema meccanico di indicazione dell'ora: il più famoso è la torre dei Venti di Atene, significativamente già chiamata horologion.
Nel corso del Medioevo furono inventati i primi orologi meccanici: nel giro di un mezzo secolo, all'inizio del Trecento, molti campanili cittadini vennero dotati di orologio. Si possono ricordare quelli di Parigi, Milano, Firenze, Forlì, ecc. Via dell'Oriuolo, a Firenze, prese questo nome perché in una casa di quella strada, nel 1353, fu costruito il primo orologio a ruote della città, orologio che era destinato alla torre del Palazzo della Signoria.
Nel XVIII secolo John Harrison costruì i primi orologi a molle abbastanza precisi e affidabili ma, soprattutto, in grado di funzionare a bordo di una nave. Questo permetteva il loro utilizzo per calcolare la longitudine risolvendo uno dei più seri problemi per la navigazione di quel tempo.

## L'orologeria artistica

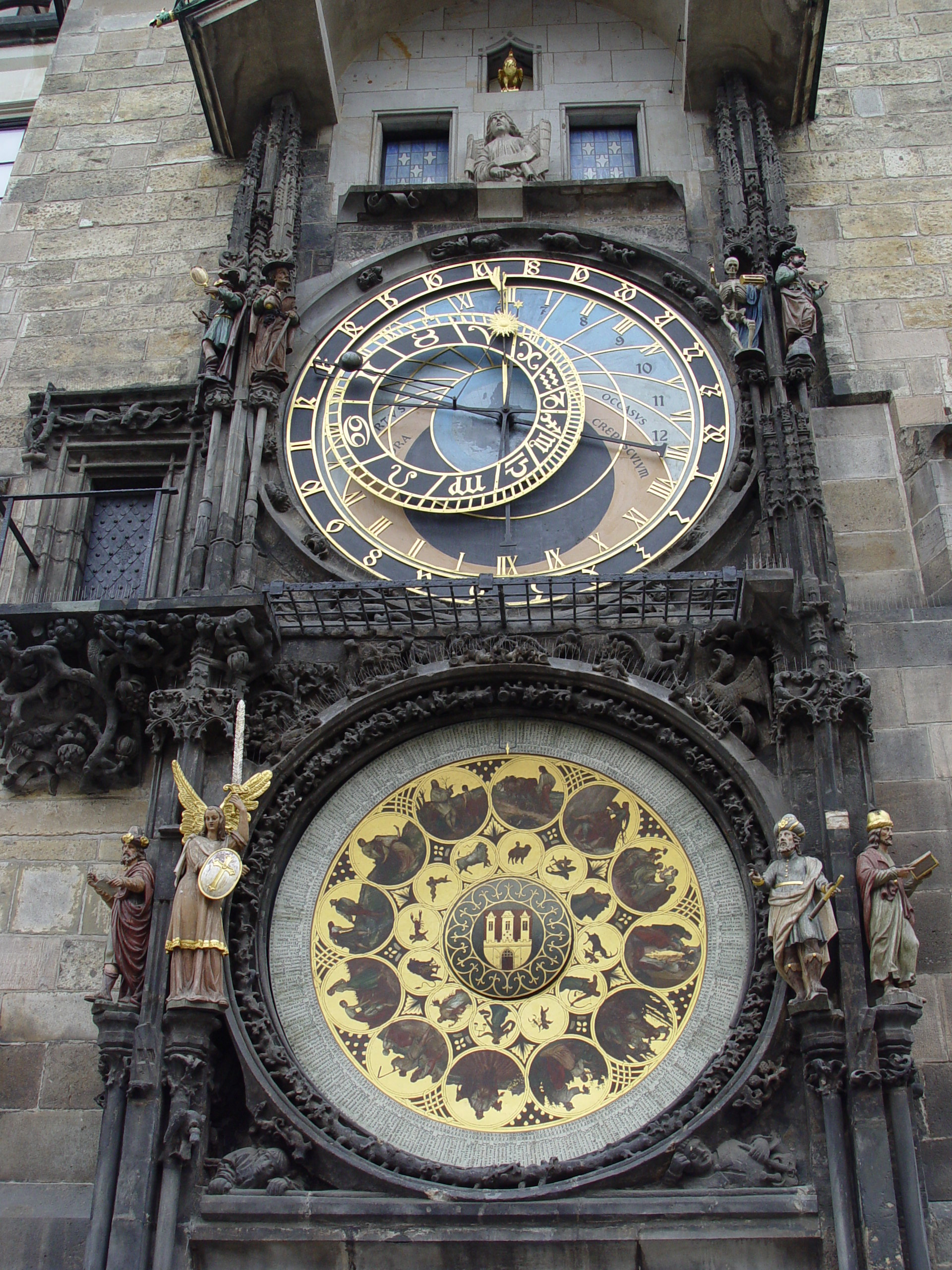
L'orologio astronomico di Praga, costruito a partire dal 1410

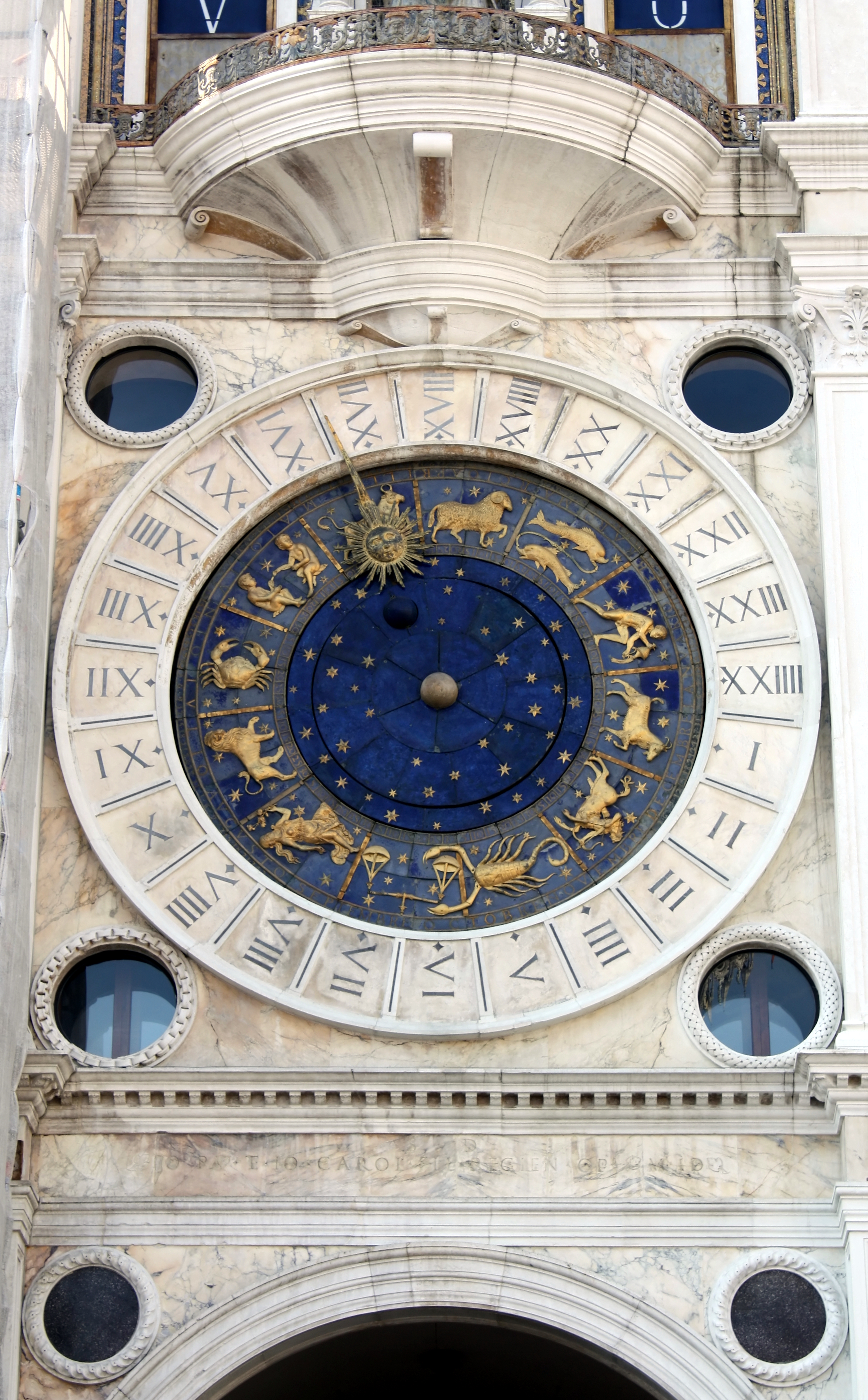
L'orologio astronomico della Torre dei Mori di Venezia inaugurato nel 1499

L'orologio, in quanto oggetto d'uso comune, ha assunto spesso un'importante valenza artistica e simbolica. Fin dagli inizi dell'orologeria le casse erano più o meno riccamente decorate, e a volte lo era anche l'interno, per esaltare il fascino della meccanica di precisione. Gli orologi da tavolo potevano essere contenuti in materiali preziosi, oro, argento, bronzo, cofanetti laccati e intarsiati, mentre le pendole erano racchiuse in raffinati mobili in legno decorato, con una vetrata che metteva in evidenza il moto del pendolo. Anche gli orologi da torre non erano da meno. Un esempio formidabile è il famoso orologio di piazza San Marco a Venezia, costruito fra il 1496 e il 1499 per opera di Giancarlo Ranieri.
Al rintocco delle ore, due statue meccaniche (chiamati Mori per il colore scuro dovuto al materiale) si inchinano alla Madonna e colpiscono le campane con un martello. Oltre all'ora indica anche informazioni astronomiche quali posizione dei pianeti, fasi lunari posizione del sole nello zodiaco. Pregevole è anche l'edificio che lo contiene e il raffinato quadrante, di 4,5 metri di diametro. Il meccanismo attuale deriva da restauri compiuti nel secolo XVIII.
Altro importante orologio, famoso per essere l'orologio astronomico più grande del mondo, è quello custodito nel campanile del Duomo di Messina, in Sicilia, alto 48 metri alla torre e 60 metri alla cuspide. Costruito negli anni trenta del Novecento dalla ditta Ungerer di Strasburgo per volere dell'arcivescovo di Messina mons. Angelo Paino, presenta numerosi automi meccanici che ricordano i momenti più importanti della storia civile e religiosa della città e che ogni giorno, a mezzogiorno, si animano. L'orologio possiede inoltre un grande globo che indica le fasi lunari, un calendario perpetuo e un calendario astronomico che riproduce fedelmente le posizioni dei pianeti in relazione alle varie costellazioni.
In Germania sono famose per l'orologeria Augusta, Norimberga e la Sassonia. In questi luoghi furono fabbricati meccanismi incredibili, con piccole scene rappresentate da automi meccanici. Uno dei maestri tedeschi più noti è Johannes Beitelrock, prima metà del XVIII secolo.
In Francia nello stesso periodo abbiamo Jean-André Lepaute e Abraham-Louis Breguet.
In Italia abbiamo tra gli altri il trentino Bartolomeo Antonio Bertolla, di cui è conservato il laboratorio al Museo Nazionale della Scienza e della Tecnologia "Leonardo da Vinci" di Milano.
Importante fino al Settecento è anche l'orologeria inglese. Diversi nomi di famiglie di orologiai sono rimasti nei marchi di famose case di orologeria attuali.
Attualmente all'orologeria è immediatamente associata la Svizzera, sede di molte grandi marche e principale esportatore di orologi di qualità. Questa nazione ha saputo infatti investire nella produzione di orologi artigianali pregiati, ma ha anche creato un mercato alternativo con la Swatch.

### Galleria d'immagini

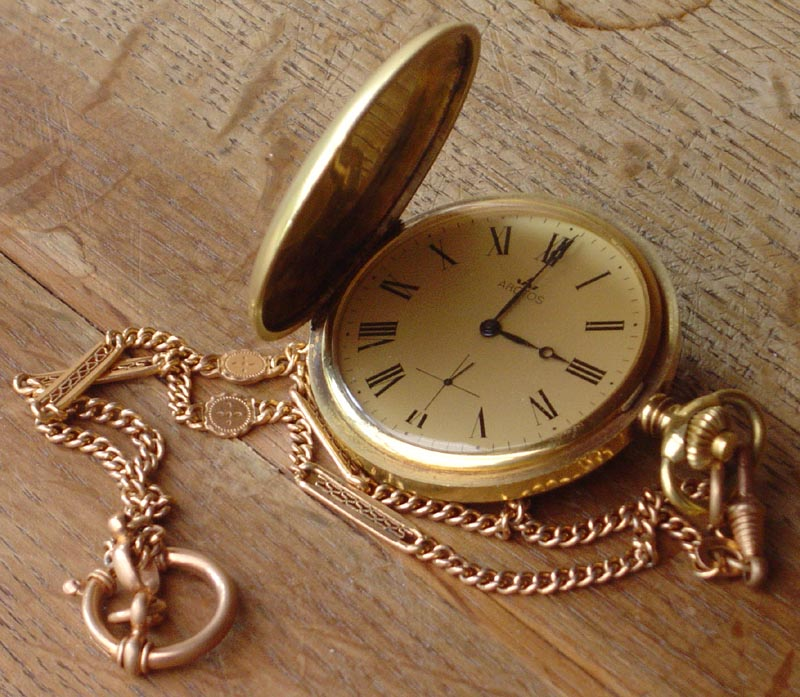
Un orologio da taschino
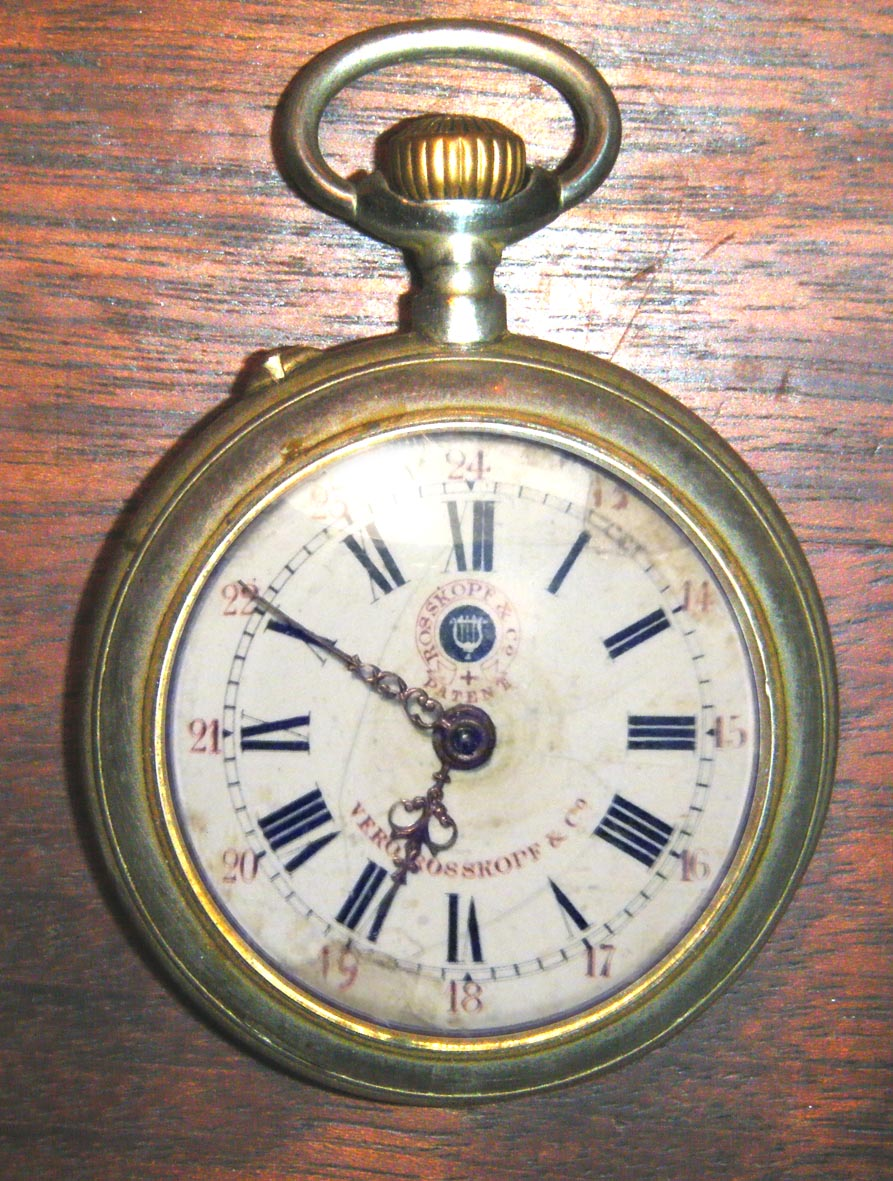
Orologio Roskopf di metà Ottocento
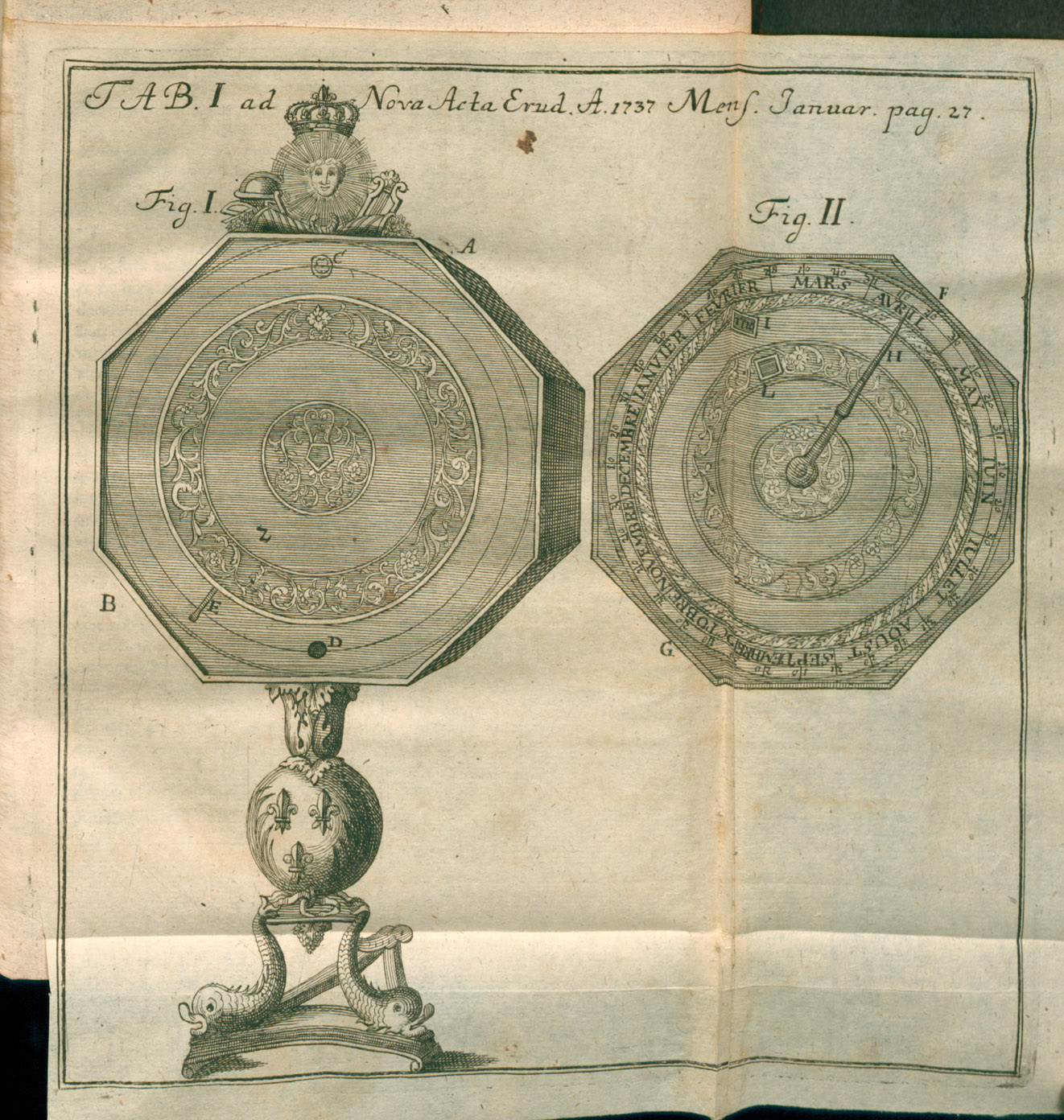
Tavola raffigurante uno strumento di misura tratta dagli Acta Eruditorum del 1737
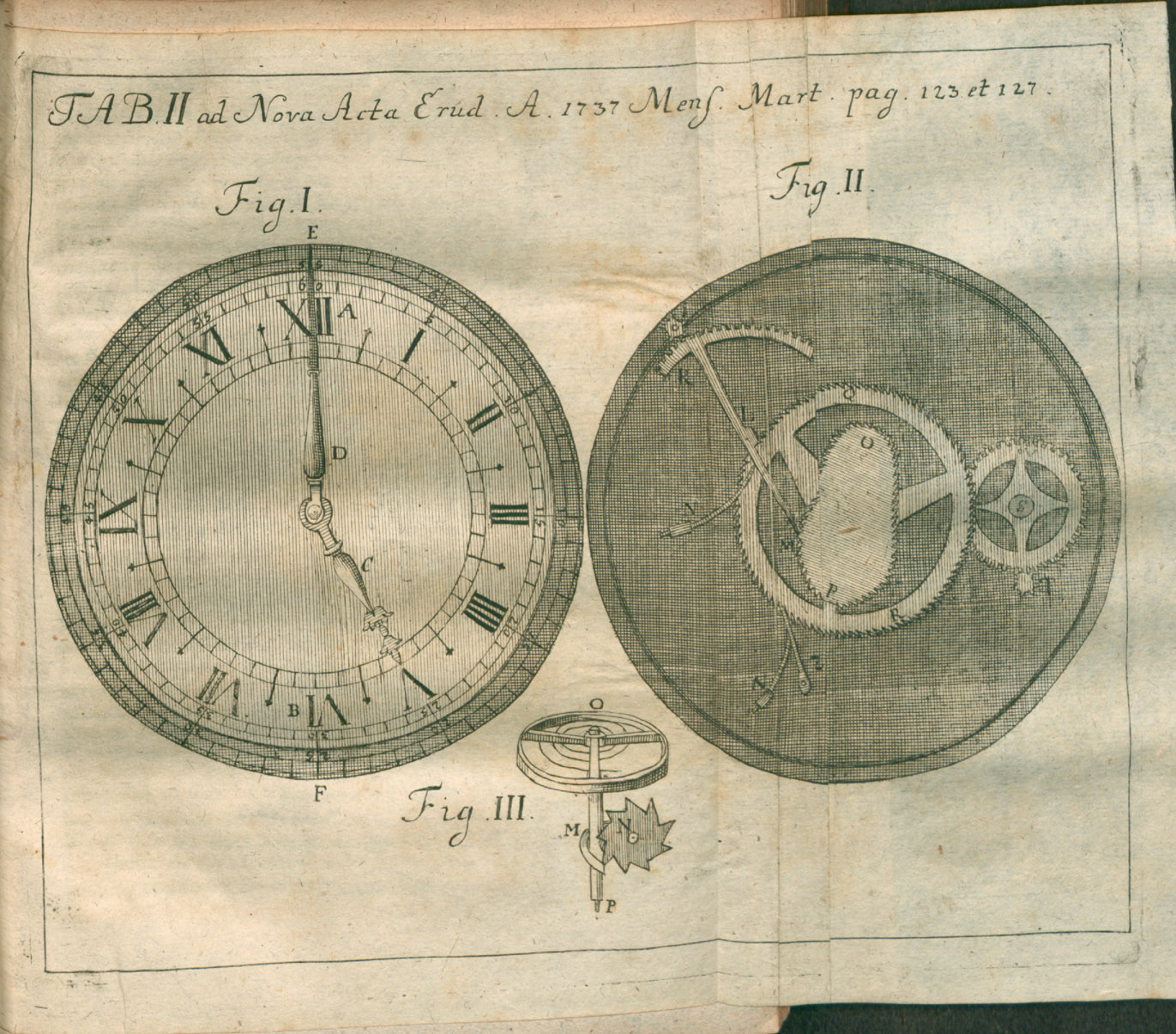
Tavola raffigurante un orologio tratta dagli Acta Eruditorum del 1737

## Il quadrante

### Analogico

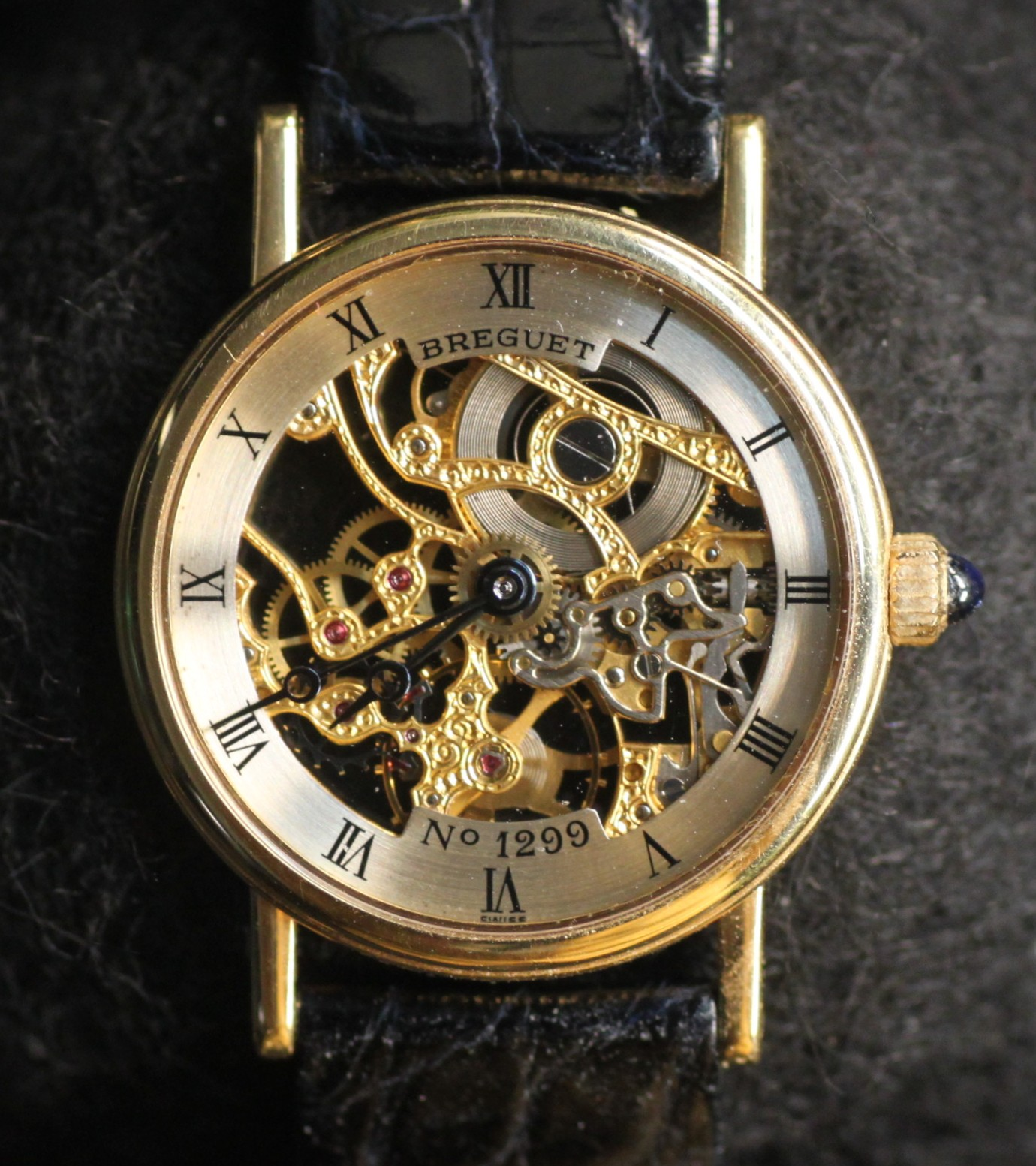
Orologio analogico meccanico del tipo skeleton (meccanismo interno a vista)

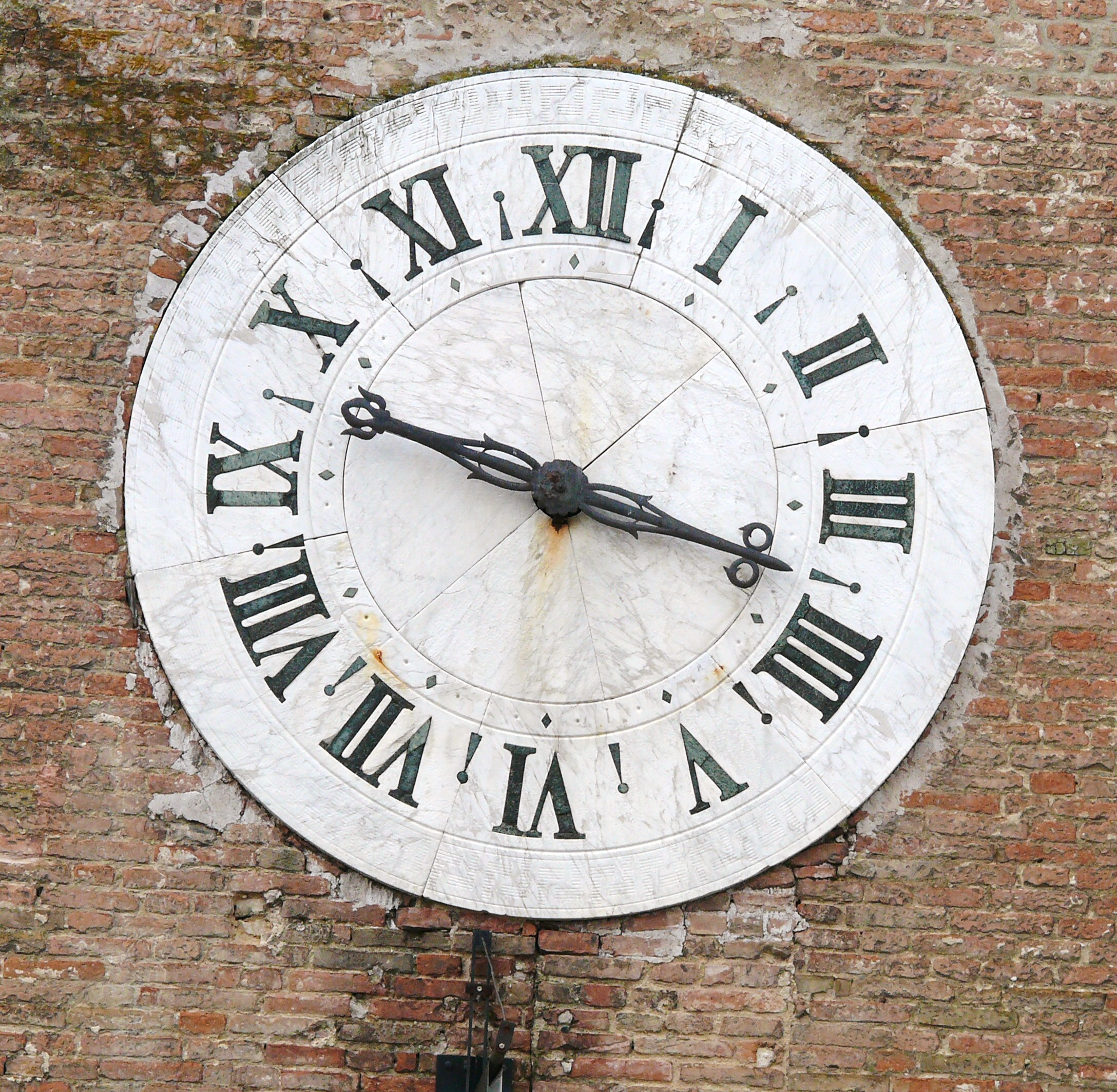
Orologio con la sola lancetta delle ore, 1643

Nei sistemi di visualizzazione arcaici, l'elemento funzionale era anche visualizzatore della grandezza misurata. Per esempio l'accorciamento della lunghezza di una candela è indice diretto del tempo trascorso. L'informazione visualizzata è ottenuta per analogia con l'informazione prodotta dal fenomeno fisico, da cui il termine analogico.
Nelle meridiane si inizia ad avere il concetto di quadrante, ovvero un pannello attrezzato per evidenziare la lettura dell'ora.
Con l'avvento degli orologi meccanici, già a partire dalle clessidre ad acqua con galleggiante e indicatore fino all'orologio a pendolo, diviene naturale l'impiego del quadrante a lancette. Nella versione più nota, due o più indicatori, in genere di forma affusolata/allungata, ruotano sopra una scala in cui sono incise le indicazioni di ora, minuti e secondi. Gli assi delle lancette sono in genere coassiali, ma non sempre. Nei cronografi da polso esistono spesso quadranti minori all'interno del quadrante principale.
Esistono o sono esistiti sistemi a lancette diversi da quello abituale. Nei primi orologi era impiegata una singola lancetta e le frazioni di ora potevano essere dedotte dalla posizione dell'indicatore tra due tacche di ore consecutive. In altri orologi vengono utilizzate lancette la cui estremità non ruota circolarmente ma si sposta avanti e indietro lungo un arco. Da segnalare inoltre l'orologio regolatore che ha come caratteristica di segnare ore, minuti e secondi su singoli quadranti indipendenti.
Alcuni modelli di orologi adatti per persone non vedenti hanno il coperchio del quadrante apribile in modo che la lettura dell'ora possa essere effettuata al tatto.

#### I numeri
La suddivisione in 12 settori del quadrante degli orologi divenne uno standard quasi universale solo con la Rivoluzione francese e le successive guerre napoleoniche. Precedentemente erano diffusi anche i quadranti che mostravano 6 o 24 ore. Durante la rivoluzione si tentò anche di introdurre la suddivisione della giornata in 10 ore e furono costruiti appositi orologi decimali.
Negli orologi che indicano le ore con i numeri romani, il numero indicante le ore 4 è talvolta riportato graficamente con il segno "IIII" e non "IV": la prima forma, quella romana originale, viene preferita o per motivi di simmetria grafica all'interno del quadrante dell'orologio o per motivi di economicità nell'uso dei materiali (soprattutto il bronzo dei quadranti più vecchi) per la compilazione del numero stesso. Infatti, scrivendo "IIII", si avevano in totale 28 caratteri. Con quattro colate in uno stampo con una "X", una "V" e cinque "I" si ottenevano tutte le cifre necessarie senza sprechi. La scrittura corretta prevedeva invece meno caratteri, 26, ma più colate del precedente schema.
Ma vi è anche un motivo storico: in quanto, agli albori delle meridiane, tale numero facilitava la conta delle ore alla povera gente priva di istruzione. Entrando poi così profondamente nella quotidianità, che quasi tutti i costruttori di orologi che seguirono lo adottarono.

### Digitale

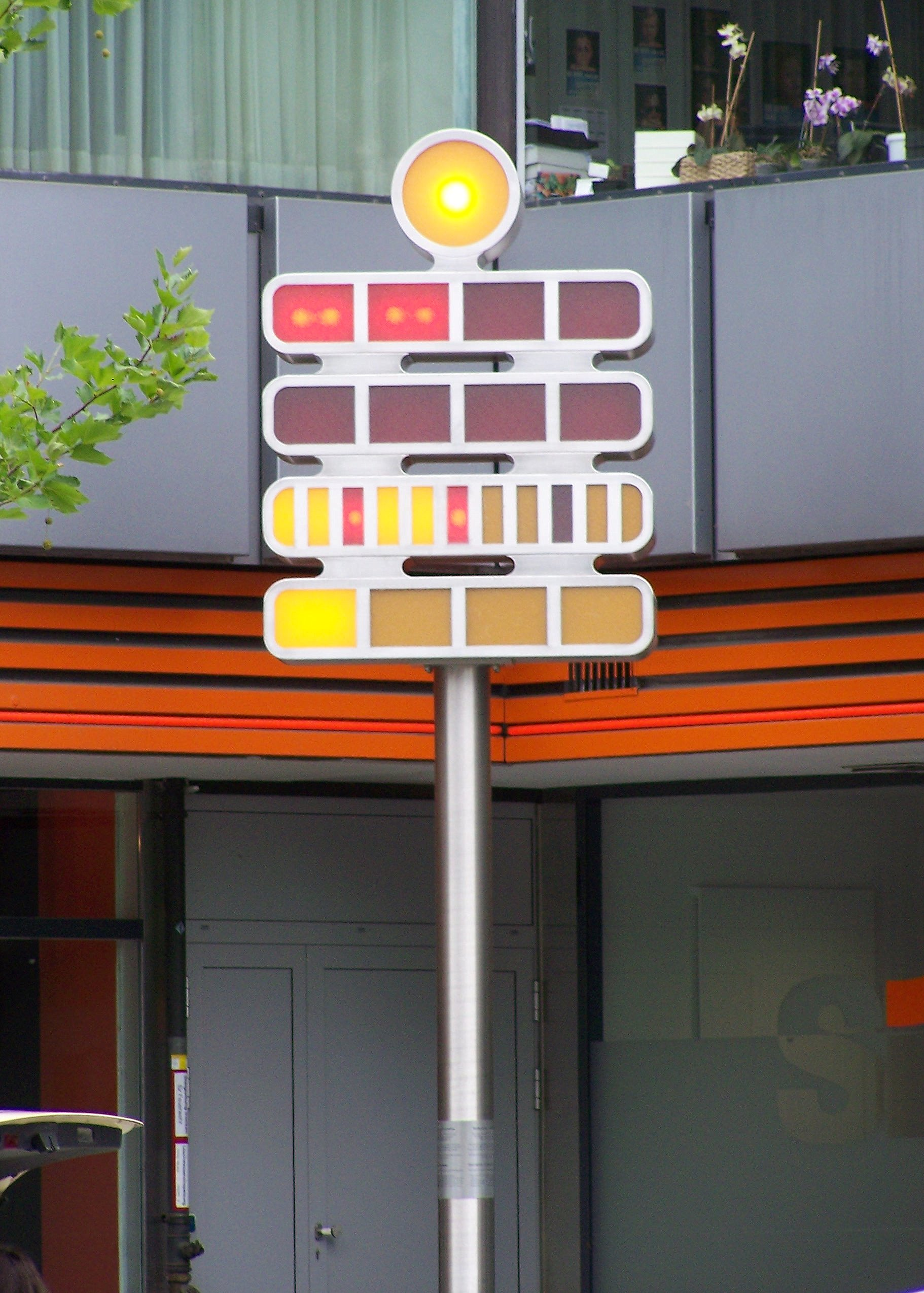
Un diverso metodo di visualizzazione digitale: l'orologio di Berlino segna le 10:31

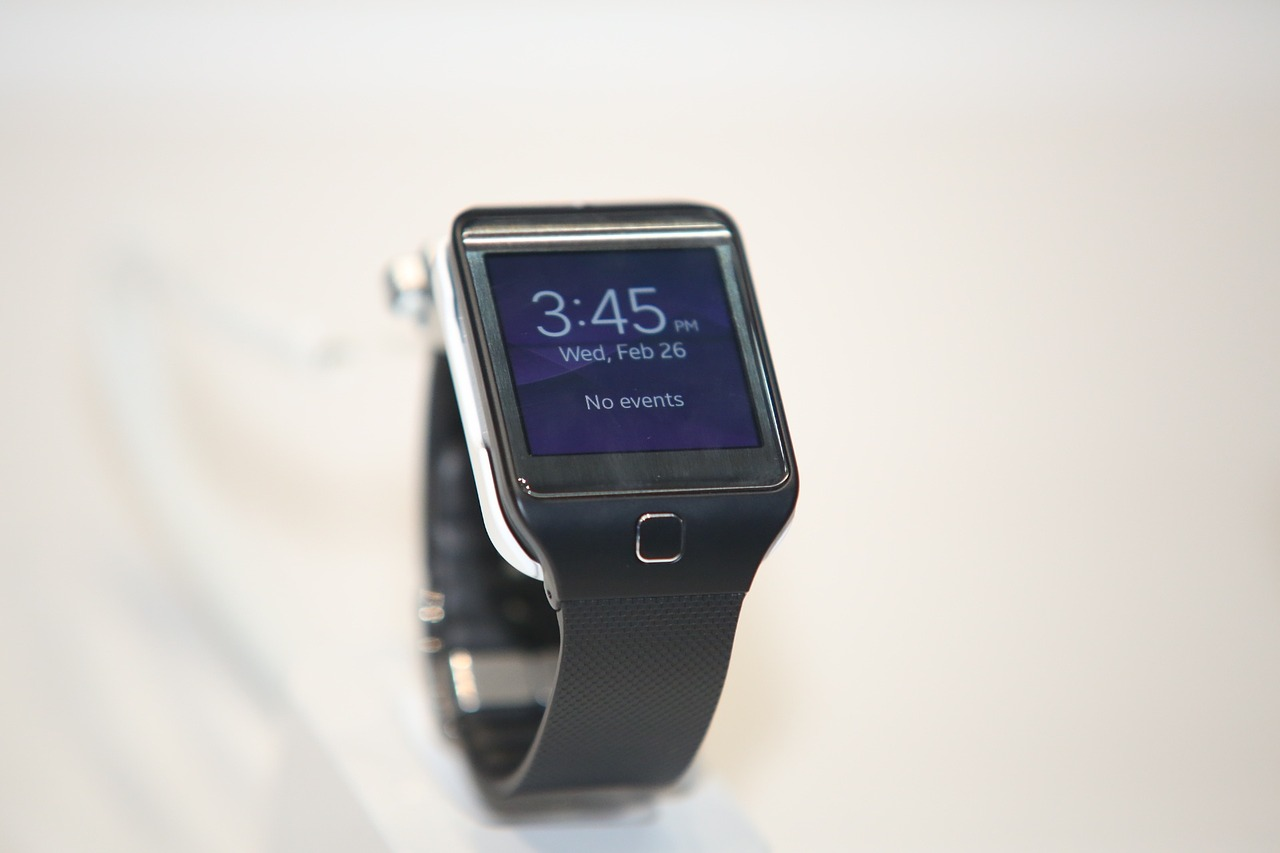
Smartwatch con display a matrice di pixel in modalità quadrante digitale per la visualizzazione dell'ora

Sono di tipo digitale tutte quelle modalità di visualizzazione dell'ora che avvengono per valori discreti. Mentre le lancette avanzano impercettibilmente senza soluzione di continuità, un orologio digitale mostra un orario preciso e a un certo momento passa di scatto al valore successivo. Questo metodo è perfettamente adatto agli orologi in cui la generazione del segnale temporale è già digitale, come per esempio negli orologi al quarzo.
In questa categoria rientra una varietà molto eterogenea di tecniche, in genere è mostrato direttamente l'orario sotto forma di cifre, ma esistono alternative anche molto fantasiose (un esempio è dato dall'orologio di Berlino). Inoltre in alcuni casi l'orario non è visualizzato direttamente all'utente, ma viene trasmesso in forma digitale a un microprocessore. È il caso degli orologi integrati nei computer (o negli smartwatch), nei videoregistratori e altri apparecchi elettronici di consumo.

#### Tecniche di visualizzazione digitale dell'ora

##### Nixie
Si tratta di un vecchio sistema per visualizzare i numeri digitali tramite lampadine munite di tubi luminescenti a forma di numero.

##### LCD

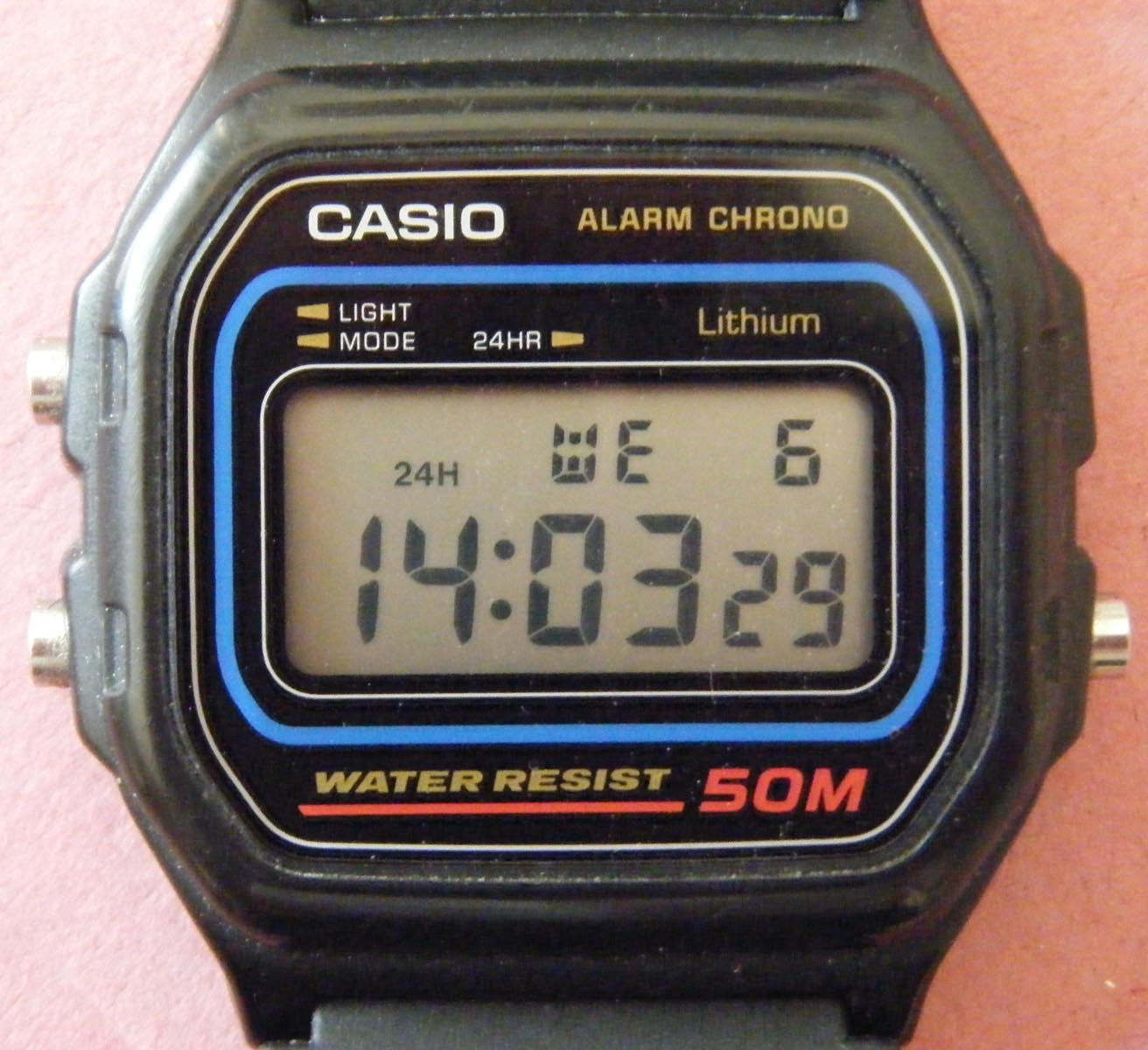
Moderno orologio da polso Casio con display a segmenti LCD. La suoneria è generata da un microprocessore

Tecnica molto utilizzata negli orologi digitali, che vanno da modelli molto semplici a segmenti LCD a schermi a matrice di pixel

##### A pannelli mobili (display flip-over)
Alcune serie di pannelli (di solito due serie per le ore e due per i minuti) riportano incise le cifre da zero a nove. I pannelli possono essere grandi da pochi centimetri a molte decine di centimetri. Un sistema, in genere un rullo su cui sono incernierati, provvede a fare cadere il pannello della decade corretta al momento necessario attraversa una catena di ingranaggi. Per esempio la decade delle unità di minuto cambia ogni minuto, la decade delle decine ogni dieci minuti e così via. Il moto può essere fornito da qualunque meccanismo di orologio ma in genere è impiegato un motore elettrico. Il motore può anche essere di tipo sincrono alimentato dalla rete elettrica a 50 Hz, che fornisce la base del tempo (non eccessivamente precisa). Questo sistema è ancora impiegato nei tabelloni degli aeroporti per indicare la situazione dei voli.

##### Lettura vocale dell'ora
Particolari orologi digitali da polso o da tavolo possono pronunciare con voce sintetica l'orario. Questo può essere utile per i non vedenti.

### Ibrido

Esempio di orologio a display ibrido

Si tratta di orologi che hanno sia una componente analogica (generalmente ora e minuti) sia una componente digitale (generalmente per i secondi), che a seconda delle varie combinazioni, può creare effetti molto particolari

## La suoneria
Negli orologi meccanici, attraverso particolari sistemi di ingranaggi è possibile ottenere l'attivazione di un sistema di segnalazione sonora delle ore o intervalli significativi. Questo avviene per esempio negli orologi a cucù, negli orologi da torre dei campanili e torri civiche (alcuni però sostituiti da sistemi elettronici) e nelle sveglie meccaniche da comodino. Negli orologi da polso si trova nei cosiddetti svegliarini.
Il meccanismo di base è un sistema di ruote in cui sono praticate delle tacche di larghezza proporzionale al numero di rintocchi che devono essere suonati. La regolarizzazione approssimativa della velocità del sistema è svolta in genere da una ruota a palette frenata dall'attrito dell'aria, che agisce anche da blocco della suoneria per mezzo di un perno che si interpone tra le pale.
Il sistema, che trae energia da una molla o da un peso, agisce quindi colpendo ripetutamente un campanello o una campana, oppure soffiando aria per mezzo di mantici attraverso ance o organi a canne, oppure facendo ruotare la ruota dentata di un organetto meccanico.
Negli orologi al quarzo, la suoneria è generata elettronicamente dal microprocessore attraverso un trasduttore piezoelettrico, oppure vengono attivati circuiti ausiliari quali un ricevitore radio.

## Le complicazioni
Nell'orologeria comunemente intesa, vengono chiamate "complicazioni" tutte quelle indicazioni e funzioni che vanno oltre la semplice visualizzazione dell'ora. Esse includono quindi i calendari completi, i calendari perpetui (ovvero quelli che indicano il giorno, l'esatto numero di giorni di ciascun mese, l'anno, compreso l'anno bisestile), le fasi lunari, l'indicazione delle ore serali e le funzioni di cronografo. Un orologio che comprende queste funzioni supplementari è detto orologio complicato. Le complicazioni più difficili da realizzare sono la "ripetizione minuti" e il meccanismo di compensazione gravitazionale "tourbillon". La ripetizione minuti fu creata nei secoli scorsi in modo da permettere di sapere l'ora esatta anche di notte. Consiste nell'indicazione sonora dell'orario, azionata da uno o più martelletti che fanno suonare due linguette metalliche chiamate "gong", che di solito si sviluppano intorno al movimento. Il tourbillon, inventato inizialmente da Abraham-Louis Breguet nel 1795 e sviluppato successivamente da Franck Muller nel 1983, fu ideato per incrementare la precisione degli orologi. Consiste in un dispositivo rotante detto gabbia che al suo interno contiene l'organo regolatore dell'orologio, ovvero il gruppo bilanciere, spirale, ancora e ruota di scappamento. La rotazione su di uno o più assi di questo gruppo in un arco di tempo prestabilito, di solito 60 secondi, compensa i pur piccoli effetti della gravità sulle masse in movimento e permette così una maggiore precisione di marcia dell'orologio.

## Prove di resistenza
Un orologio a seconda del tipo di applicazione può essere più o meno resistente, gli orologi che più debbono essere resistenti sono quelli da tasca e da polso, in quanto in molti casi utilizzati in situazioni molto particolari.
Una caratteristica di resistenza maggiormente ricercata è l'impermeabilità dell'orologio all'acqua, il quale può essere:
- Non impermeabile, non studiato o certificato per resistere alle infiltrazioni d'acqua, generalmente solo i prodotti più economici hanno questa caratteristica
- 3 atm, si tratta della classificazione base per gli orologi resistenti all'acqua (water resistant), resistono al sudore, umidità e schizzi leggeri
- 5 atm, resistono a bagni in vasca
- 10 atm, resistono al nuoto in piscina e doccia
- 20-30 atm, vengono definiti orologi subacquei (waterproof) resistono ai tuffi e alle immersioni
- 100 atm, resistono alle immersioni tecniche
- 200 atm, resistono alle immersioni da palombaro

Altra caratteristica ricercata è la resistenza agli urti, in quanto un orologio può essere sottoposto a diversi urti durante l'impiego, la normativa internazionale ISO 1314 indica i requisiti minimi per tali orologi resistenti agli urti, questo li rende conformi anche alla normativa NIHS 91-10, che consente l'apposizione del marchio resistente agli urti.
I primi modelli resistenti agli urti furono prodotti nel 1790 da Abraham-Louis Breguet, con un sistema a molle che ammortizzava il meccanismo interno dell'orologio, successivamente nel 1933 Hans Marti sviluppò «Incabloc», un sistema più economico rispetto al precedente, successivamente nel 1983 la Casio sviluppò il "G-shock" per resistere fino a 10 metri di caduta e 15 g, grazie a un sistema di ammortizzatori in gel. Esiste anche l'ISO 6425 per gli orologi destinati ai subacquei.

## Simbolo
L'orologio è un elemento simbolico utilizzato, specie graficamente, per rappresentare il tempo e il suo trascorrere in molti contesti, soprattutto nell'arte figurativa: questo elemento iconografico ha sostituito in tale significato la clessidra, utilizzata fino al Medioevo, come simbolo del tempo.
L'orologio assume facilmente carattere simbolico grazie alla sua capacità di misurare un elemento intangibile ai sensi, scandendo e dando regolarità ai clicli delle attività umane. L'orologio viene sempre più percepito come strumento misterioso, enigmatico, associato nella pittura al concetto del Memento mori.

## Marketing
Nelle pubblicità degli orologi, le lancette sono sempre disposte alle 10:10, in modo da formare una "V". Il motivo è che questa posizione mette in evidenza il marchio del costruttore, incorniciandolo. Inoltre in questa posizione le lancette non si sovrappongono alle eventuali complicazioni, ovvero quadranti più piccoli in genere posti alle ore 3-6-9 (come, ad esempio, nei cronografi). Dà inoltre un aspetto "sorridente" al quadrante, percepibile a livello inconscio.